# Чуквуэмека, Карни
Ка́рни Чибвуэзе Чуквуэме́ка (англ. Carney Chibwueze Chukwuemeka; 20 октября 2003, Айзенштадт) — английский футболист, полузащитник английского клуба «Челси», выступающий на правах аренды за немецкую «Боруссию Дортмунд».

## Клубная карьера
Начал футбольную карьеру в молодёжной команде «Нортгемптон Таун». В возрасте 12 лет стал игроком футбольной академии клуба «Астон Вилла». 27 июля 2020 года подписал свой первый профессиональный контракт с клубом. 19 мая 2021 года дебютировал в основном составе «Виллы», выйдя на замену в матче Премьер-лиги против «Тоттенхэм Хотспур» (2:1). 23 мая 2021 года был признан игроком сезона в академии. 24 мая стал обладателем Молодёжного кубка Англии, обыграв в финальном матче резервную команду «Ливерпуля»; он также стал лучшим бомбардиром данного турнира, забив 7 голов в 6 матчах. 28 августа 2021 года впервые вышел в стартовом составе главной команды «Астон Виллы» в матче против «Брентфорда».
2 августа 2022 года стало известно о соглашении по переходу Чуквуэмеки в лондонский клуб «Челси» в связи с нежеланием игрока продлевать контракт с «Астон Виллой». Сумма трансфера составила около 20 млн фунтов. Два дня спустя «Челси» объявил о подписании с игроком шестилетнего контракта.

## Карьера в сборной
Может выступать за сборные Англии, Нигерии и Австрии. В октябре 2019 года дебютировал в составе сборной Англии до 17 лет в матче против сборной Германии (3:3, 3:4 в послематчевой серии пенальти). 29 марта 2021 года дебютировал за сборную Англии до 18 лет в матче против сверстников из Уэльса (2:0), забил победный гол. 2 сентября 2021 года дебютировал за сборную Англии до 19 лет в матче против сверстников из Италии. 17 июня 2022 года был включён в заявку сборной на предстоящий чемпионат Европы до 19 лет.

## Достижения
«Челси»
- Победитель Лиги конференций УЕФА: 2024/25

Сборная Англии (до 19 лет)
- Победитель чемпионата Европы (до 19 лет): 2022

## Личная жизнь
Родился в Австрии в семье выходцев из Нигерии. Вырос в Великобритании в английском городе Нортгемптон. Его старший брат Кейлеб выступал за «Астон Виллу».